# Galactic Civilizations II: Dread Lords
Galactic Civilizations 2: Dread Lords (рус. Космическая федерация 2) — компьютерная игра в жанре пошаговая стратегия от Stardock, продолжение Galactic Civilizations. В феврале 2007 года было выпущено дополнение под названием Dark Avatar (рус. Тёмный аватар).

## Основной сюжет
Тысячи лет назад в галактике правили Предтечи. Могучие и продвинутые, Предтечи были великолепной цивилизацией. К сожалению, эта раса разделилась на две фракции. Серые лорды желали поработить все разумные расы галактики, тогда как Арноры верили в науку, мир и помощь молодым цивилизациям. Вскоре началась гражданская война по всей галактике. Повелители страха побеждали. Когда они уже были готовы прикончить своих врагов над последним миром Арноров, все Предтечи исчезли.
С исчезновением Предтеч десять молодых цивилизаций продолжали развиваться, но они могли путешествовать лишь через стационарные звёздные врата. Самая молодая из них, человечество, создала революционную технологию — гипердвигатель, не требующий врат. Теперь началась галактическая гонка по исследованию, колонизации и захвату галактики. Злая Дренджинская империя планирует уничтожить людей и других, но эти расы вскоре узнают что во вселенной существуют вещи намного хуже друг друга.

## Обзор
Игрок может победить в игре одним из четырёх способов — военный захват, доминирование культурой, союз всех рас или технологическое превосходство. Для достижения этих целей, игрок может делать что пожелает. В игре также присутствует сюжетная кампания, в которой присутствуют вышеупомянутые Повелители страха.

### Расы
В игре присутствует 10 играбельных рас, а также возможность создания своей расы. Цивилизации включают в себя расы из дополнения первой игры: Земной альянс, Коллектив йор, Дренджинская империя, Алтарианская республика, Легион драт, Торианская конфедерация, Доминион корксов, и Арсеанская империя. Также были добавлены две новые расы: Иконское убежище и Таланская империя. Как и в первой игре, галактика заполнена малыми расами, чьё развитие было искусственно ограничено чтобы дать основным расам шанс.
У каждой расы свой ИИ, характер и преимущества. Например, корксы сосредотачиваются на деньгах, давая им экономический бонус. Земляне — отличные дипломаты, дреджины имеют хорошие корабли и солдат, ториане быстро размножаются, а йоры — очень лояльны.
- Земной Альянс — цивилизация людей, создателей гипердрайва; состоит из суверенных держав Земли (США, Еврофедерация, Индия, Япония, Китай и Россия); люди являются непревзойдёнными дипломатами; лидер — Алан Брэдли; родной мир — Земля.
- Коллектив Йор — цивилизация разумных машин, запрограммированных Повелителями страха на ненависть к органической жизни; йоры всегда верны Коллективу; лидер — N-1; родной мир — Икония.
- Дренджинская Империя — злобная, воинственная цивилизация, предпочитающая порабощать представителей других рас; дренгины являются отменными солдатами; лидер — лорд Кона; родной мир — Дренги.
- Алтарианская Республика — религиозная раса, генетически идентичная людям; алтариане, несмотря на их религиозность, являются отличными учёными; лидер — Элейс Мю; родной мир — Алтария.
- Легион Драт — раса кукольников, тайно заправляющая всем в галактике; драты имеют вездесущую агентурную сеть; лидер — Повелитель дратов; родной мир — Драта (раннее — Алтария).
- Торианская Конфедерация — мирная, но изоляционистская водная раса; восставшие рабы дренгинов; ториане имеют повышенную рождаемость; лидер — Тлас Кзиента; родной мир — Тория.
- Арсеанская Империя — древняя, честная цивилизация воинов; первая раса совершившая контакт с человечеством; арсеане имеют очень развитую промышленность; лидер — лорд Вега; родной мир — Арсея.
- Доминион Коркс — раса капиталистов; корксы имеют развитую экономику и торговлю; лидер — Кралакс Корксский; родной мир — Коркс.
- Иконское Убежище — старейшая из молодых рас, изгнанная со своей планеты злобными йорами; их самое заветное желание — уничтожение йоров и возврат родной планеты; иконианцы имеют хорошую экономику и науку; лидер — Император Исо Мудрый; родной мир — Новая Икония (раннее — Икония).
- Таланская Империя — загадочная насекомообразная цивилизация, цели которых неизвестны; талане довольно лояльны и имеют развитую промышленность; лидер — Гитезий; родной мир — Тала (колония, настоящий родной мир неизвестен).

### Дизайн кораблей
Одним из недостатков первой игры была невозможность самому создавать корабли. «GalCiv2» включает в себя полноценный редактор кораблей. Технологические исследования открывают новые компоненты для создания всевозможных дизайнов из предоставленных частей. Созданные корабли видны и во время битв и на основном экране.
Каждый корабль основан на определённом размере — крошечный, малый, грузовой, средний, большой и огромный, у каждого из которых определённое количество хитпойнтов и вместительности. Каждый компонент потребляет место на корабле. Дальнейшие изучения могут позволить уменьшить размер того или иного компонента (за счёт стоимости). Существующие корабли могут быть улучшены новыми компонентами, хотя обычно гораздо дешевле использовать старые корабли в роли пушечного мяса, заменяя их новыми.
Вместо одного типа нападения/обороны, в игре добавлены три соотношения:
- Лазеры/энерго-щиты
- Ракеты/противоракетная оборона
- Электромагнитные ускорители/броня

Каждая защита работает лучше всего против «своего» типа оружия. Против другого типа, её эффективность уменьшается до квадратного корня обороны (не менее 1). То есть, энерго-щиты мощность в 9 дают лишь 3 обороны против ракет.
Двигатели являются ещё одним типом компонентов. Дополнительными компонентами являются сканеры, системы жизнеобеспечения (для большего расстояния путешествия), модули колонизации и конструкции. Каждый компонент может быть добавлен несколько раз для увеличения эффекта.
Также добавлены множество декоративных компонентов: крылья, пилоны, колёса и фонари, для вида корабля. Эти компоненты не занимают места и ничего не стоят. Каждой расе даются свои декоративные компоненты, но игрок может выбирать любые.

### Планеты
В первой игре, планеты были обобщены в звёздные системы в одном «квадрате». Во второй игре, каждая планета является отдельной в космосе. Также, были добавлены ограничения на количество зданий на планете - каждая планета имеет параметр "класс", численно равный количеству доступных для застройки клеток. С помощью исследований можно получить технологии, позволяющие сделать доступными к застройке дополнительные клетки. Кроме обычных зданий, игрок также может строить «чудо»-подобные здания по типу игр серии «Civilization».

### Случайности и шкала
В случайные времена игры, обычно при колонизации новых планет, игроку даётся этический выбор. Обычно, добрый выбор будет стоит игроку что-нибудь (прямо или косвенно). Злой выбор, наоборот, принесёт прибыль за счёт других (или даже своей) цивилизаций. Также даётся нейтральный выбор для компромисса. Чтобы сделать этику игры бесспорной, моральность выборов довольно очевидна.
Например, одна из этих случайностей предоставляет игроку возможность создания сверх-сыворотки для улучшения качеств солдат за счёт урезания жизней солдат вдвое. Игрок может запретить использование сыворотки и уничтожить все результаты исследований за счёт казны (добро), позволить пользование добровольцам (нейтральный) или требовать чтобы все рекруты принимали её (зло).
Основное преимущество добрых выборов — дипломатия с другими расами: добрые расы отказываются общаться со злыми (у злых рас нет таких предрассудков). Также, при исследовании технологии «Ксено-этика», игроку предоставляется возможность выбора одной из трёх сторон, предоставляя игроку те или иные бонусы. Выбор стороны отличной от нынешнего выбора игрока стоит огромного количества денег.

### Космические станции
Космические станции/базы — центральная часть игры. Существует четыре типа баз:
- Военная — помогает в битвах
- Экономическая — улучшает экономику и социальную промышленность региона
- Влиятельная — продвигают культуру игрока в других системах
- Рудодобывающая — строятся на ресурсах

Все четыре могут быть улучшены оборонными системами. ИИ очень любит строить космические станции и плохо относится к вражеским станциям на их территории.

### Совет Объединённых Планет
СОП — организация, сформированная основными цивилизациями который регулярно собирается для решения галактических вопросов. Количество голосов той или иной расы определяется, в основном, количеством влияния, частично зависящего от населения. Обычно, решения СОП сильно не влияют на продвижение игры, но некоторые пропозиции — передача уникальных технологий другим расам — может дестабилизировать равновесие в галактике. Игрок может насовсем покинуть СОП, но тогда теряется вся прибыль от торговли.

## Дополнения

### Тёмный аватар
- Две новые расы: фракция дреджинов помешанная на уничтожении всех рас — Клан Корат, и раса Консулат Кринна.
- Новая кампания где игрок управляет дреджинами.
- Возможность создания врагов.
- Новая статистика для планет, определяющая, какая раса может изначально колонизировать ту или иную планету.
- Возможность найма шпионов/саботажников.
- Астероидные поля для собирания ресурсов.
- Множество новых типов кораблей.
- Уничтожение двух рас кампании. Эти две расы всё ещё появляются в режиме «песочница», но не появятся в будущих релизах игры.

### Сумерки Арноров
- Возвращение Звёзд Ужаса из первой части игры для уничтожения солнечных систем.
- Уникальные технологии, здания и оружие для каждой расы.
- Редакторы карт и сценариев.
- Новая графика.

## Отзывы
| Сводный рейтинг | Сводный рейтинг |
| Агрегатор       | Оценка          |
| --------------- | --------------- |
| GameRankings    | 86,85 %         |